# Lillskäret, Nykarleby
Lillskäret är en ö som tillsammans med Storskäret och Skorvagrundet bildar ögruppen Stubben cirka 5 kilometer utanför byn Monäs kust i Nykarleby i Österbotten. Lillskäret sträcker sig 0,6 kilometer i nord-sydlig riktning, och 0,4 kilometer i öst-västlig riktning. Arean är 0,11 kvadratkilometer.
På Lillskäret finns Stubbens fyr och lotsstation som byggdes 1952–1954.